# Спурий Сервилий Приск Структ
Спурий Сервилий Приск Структ (лат. Spurius Servilius Priscus Structus; ум. после 475 до н. э.) — римский военачальник, консул 476 до н. э.
Сын Публия Сервилия Приска Структа, консула 495 до н. э. В 476 до н. э. консул вместе с Авлом Вергинием. Продолжал войну с вейентами, закрепившимися на Яникуле, и разорявшими набегами окрестности Рима. В городе, наполненном беженцами, уже начинался голод, и консулы были вынуждены перейти к активным действиям против врага, имевшего численное преимущество. Сервилий переправился через Тибр и атаковал лагерь этрусков на Яникуле, но был отбит, понеся большие потери. Вейенты преследовали его армию, и только подход Вергиния, ударившего противнику в тыл, спас римлян от разгрома. Этруски были разбиты и отступили к Вейям.
По истечении срока полномочий, Сервилий уже в начале следующего года был привлечен к суду плебейскими трибунами Луцием Цедицием и Титом Стацием, заявившими, что по его вине в битве на Яникуле погиб цвет римской молодежи. Это был политический процесс, направленный на ослабление сенатской аристократии в ходе борьбы патрициев и плебеев. Сервилий, будучи человеком горячим и дерзким, не стал искать помощи патрициев, а обрушился на трибунов и плебеев с упреками, обвинив их в смерти осужденного в прошлом году Тита Менения, отец которого помог им установить законы, которые они теперь используют против сенаторов. Свидетели, в особенности коллега Сервилия Вергиний, выступили в его защиту, и он был оправдан.
В том же году в качестве легата консула Публия Валерия Публиколы воевал с этрусками и сабинами, обратил в бегство армию вейентов, и за свою доблесть «был первым, кто получил награды, считавшиеся у римлян величайшими».